# Incontro d'estate
Incontro d'estate (Summer Crossing) è il titolo di un romanzo di Truman Capote.

## Storia editoriale
Quando, nel 1943, Truman Capote iniziò a scrivere questo romanzo, era poco più di un ragazzo: diciannovenne, era ancora ben lontano dal successo di Altre voci, altre stanze, la sua prima opera ad essere pubblicata nel 1948. Incontro d'estate si può quindi definire il primissimo racconto dello scrittore statunitense; tuttavia, anche dopo la pubblicazione del primo romanzo, lui non volle mai pubblicarlo, probabilmente perché non ne era soddisfatto, e ne parlò pochissimo, dichiarando addirittura di averlo bruciato.
Nel 2004, vent'anni dopo la morte dell'autore, il manoscritto originale (composto da 4 quaderni scolastici e 62 pagine di note) fu rinvenuto casualmente dal figlio del proprietario della sua vecchia casa a Brooklyn, insieme a molti altri documenti tra cui la sua corrispondenza con la famiglia, che servì a delinearne il rapporto col patrigno (tema spesso affrontato nei suoi romanzi).
Il manoscritto fu messo all'asta da Sotheby's, ma Alan Schwartz, presidente della Truman Capote Literary Trust, riuscì ad evitarne la vendita e ad acquistarlo.
Come già accaduto con Preghiere esaudite, Incontro d'estate uscì dunque postumo nel 2005.

## Trama
Grady O'Neil è la secondogenita diciassettenne di un'importante famiglia di New York. Quando i suoi genitori partono alla volta di Parigi per una vacanza estiva (che, lascia intendere l'autore, serve a valutare i danni inflitti alle loro proprietà dai nazisti), Grady decide di non andare con loro, e di approfittare della loro assenza per stare con il suo ragazzo Clyde Manzer, giovane parcheggiatore ebreo con il quale ha una relazione burrascosa e segreta.
Mentre l'estate avanza, la loro storia diventa sempre più morbosa e indecifrabile: lei non ama le imposizioni, vuole sentirsi libera di fare e non condizionata da nessuno, pur essendo ingenua e immatura; lui è invece passionale e impetuoso, ma bruciato da molte esperienze amorose andate male. A complicare il tutto c'è la presenza di Peter Bell, giovane amico della famiglia O'Neil segretamente innamorato della ragazza.
Travolti dalla passione e dalla voglia di avventura, Grady e Clyde finiscono per sposarsi, dopo che il ragazzo ha identificato la sua fidanzata con la sorellina morta di attacco cardiaco anni prima; quando però la famiglia di Clyde lo viene a sapere, i due si devono allontanare. Stanca di aspettare notizie del neomarito, Grady decide di partire per la residenza estiva di Apple, sua sorella maggiore. Qui scopre di essere incinta.
Clyde viene a riprendersi Grady assieme al suo amico Gump, mettendo a repentaglio la segretezza della loro relazione; durante il viaggio di ritorno, la ragazza fuma della marijuana molto potente che inizia a farla sragionare.
Le scene finali sono piuttosto confuse, dato che è la ragazza a vedere il mondo sottosopra a causa della droga: fermatisi ad un night e da lì cacciati a causa delle condizioni di Grady, vengono raggiunti da Peter, che reclama la ragazza; quando questi viene ferito (o forse addirittura ucciso) da Clyde, presa da un attacco di panico la ragazza impugna di scatto il volante dell'auto guidata da Gump, conducendo i presenti verso uno schianto.